# Mumlava
Die Mumlava (deutsch: Mummel) ist ein linker Nebenfluss der Jizera (Iser) in Tschechien.
Sie entspringt auf dem Kamm des Riesengebirges auf der Mummelwiese (tschechisch Mumlavské Louka) nahe der Elbquelle und hat zwei Quellbäche, die Große Mummel (Velká Mumlava) und die Kleine Mummel (Malá Mumlava).
In ihrem weiteren Verlauf nach Westen befindet sich der Mummelfall (tschech. Mumlavský vodopád). Sie fließt durch die Stadt Harrachov (Harrachsdorf) und mündet nach 11 km bei den Strickerhäusern (tschech. Mýtiny), unterhalb der Westflanke des Teufelsbergs (tschech. Čertova Hora) in die Iser (tschech. Jizera).